# Евсеев, Владислав Николаевич
Владислав Николаевич Евсеев (род. 10 сентября 1984, Москва) — российский хоккеист, нападающий.

## Биография
Начинали заниматься хоккеем в школе московского «Спартака». Из-за разногласий с тренером, который хотел перевести его в защиту, в 12 лет перешёл в «Динамо». В сезоне 2000/01 провёл девять матчей за «Динамо-2» в первой лиге. Следующий сезон отыграл в ХК ЦСКА. Получил травму и решил вернуться в «Динамо». Конец сезона 2004/05 провёл в «Салавата Юлаеве», затем выступал за «Северсталь» (2005/06), «Динамо» (2006/07 — 2007/08), «Витязь» Чехов (2007/08 — 2009/10), «Газовик» Тюмень (2009/10).
Победитель хоккейного турнира Европейского юношеского Олимпийского фестиваля (2001).
На драфте НХЛ 2002 года был выбран во 2-м раунде под общим 56-м номером клубом «Бостон Брюинз».